# フッ化水素酸
フッ化水素酸（フッかすいそさん、英語: Hydrofluoric acid）は、フッ化水素の水溶液である。俗にフッ酸（フッさん）と呼ばれ、工業的に重要であるが、触れると激しく体を腐食する危険な毒物としても知られる。

## 概要
フッ化水素酸はフッ化水素と共に、フッ素を含む多くの薬品、重合体（例：テフロン）および合成繊維の前駆体である。
濃フッ化水素酸は一般にガラス (SiO2) と反応して溶かすことがよく知られている。
{\displaystyle {\ce {{SiO2}+ {4HF(aq)}-> {SiF4}+ {2H2O(l)}}}}
{\displaystyle {\ce {{SiO2}+ {6HF(aq)}-> {H2[SiF6](aq)}+ {2H2O(l)}}}}
ガラスを腐食する性質のため、フッ化水素酸はポリエチレンまたはテフロン容器に入れて保存される。また、フッ化水素酸は多くの金属も腐食する。特に硝酸との混合酸は酸に対し耐食性の高いタンタルなども溶解する。
通常は47〜48% (d=1.15 g cm−3, 27.6 mol dm−3) 程度の水溶液として市販され、毒物及び劇物取締法の医薬用外毒物に指定されている。

## 製法
フッ化カルシウムを含む蛍石に濃硫酸を加えて加熱すると、反応してフッ化水素を生じるので、これを水に溶解する。
{\displaystyle {\ce {{CaF2(s)}+ {H2SO4}-> {CaSO4(s)}+ 2 {HF(g)}}}}
濃縮ウランである六フッ化ウランを加水分解して、ウラン燃料としての酸化ウラン(IV)とする工程では多量のフッ化水素酸が副生する。

## 酸性
フッ化水素酸は水溶液中では他の酸と同じように解離する。他のハロゲン化水素酸とは異なり希薄水溶液中では弱酸となる。
{\displaystyle {\ce {{HF(aq)}+{H2O(l)}\ <=>{H3O^{+}(aq)}+{F^{-}(aq)}\ ,\ p{\mathit {K}}a\ =\ }}}{\displaystyle {\rm {3.17}}}
その電離平衡に対する熱力学的諸量は以下の通りである。
| {\displaystyle {\mathit {\Delta }}H^{\circ }} | {\displaystyle {\mathit {\Delta }}G^{\circ }} | {\displaystyle {\mathit {\Delta }}S^{\circ }} |
| --------------------------------------------- | --------------------------------------------- | --------------------------------------------- |
| −12.55 kJ mol−1                               | 18.03 kJ mol−1                                | −102.5 J mol−1K−1                             |

HF分子が接近したとき酸性度は次の平衡のため劇的に増加する。このためフッ化水素酸は通常の弱酸とは異なり、0.1 mol dm−3程度以上の濃度になると高濃度となっても電離度があまり減少しない。
{\displaystyle {\ce {2HF(aq)\ <=>{H^{+}(aq)}+}}}{\displaystyle {\ce {FHF^-}}}{\displaystyle {\ce {(aq)}}}
{\displaystyle {\ce {{HF(aq)}+{F^{-}(aq)}\ <=>{FHF^{-}(aq)}\ ,{\mathit {K}}\ =\ 5.1FHF^{-}}}}
アニオンは、水素−フッ素間の強力な水素結合によって安定化される。このイオンは純液体フッ化水素のみならず、水溶液中でも高濃度であれば生成する。

## 用途

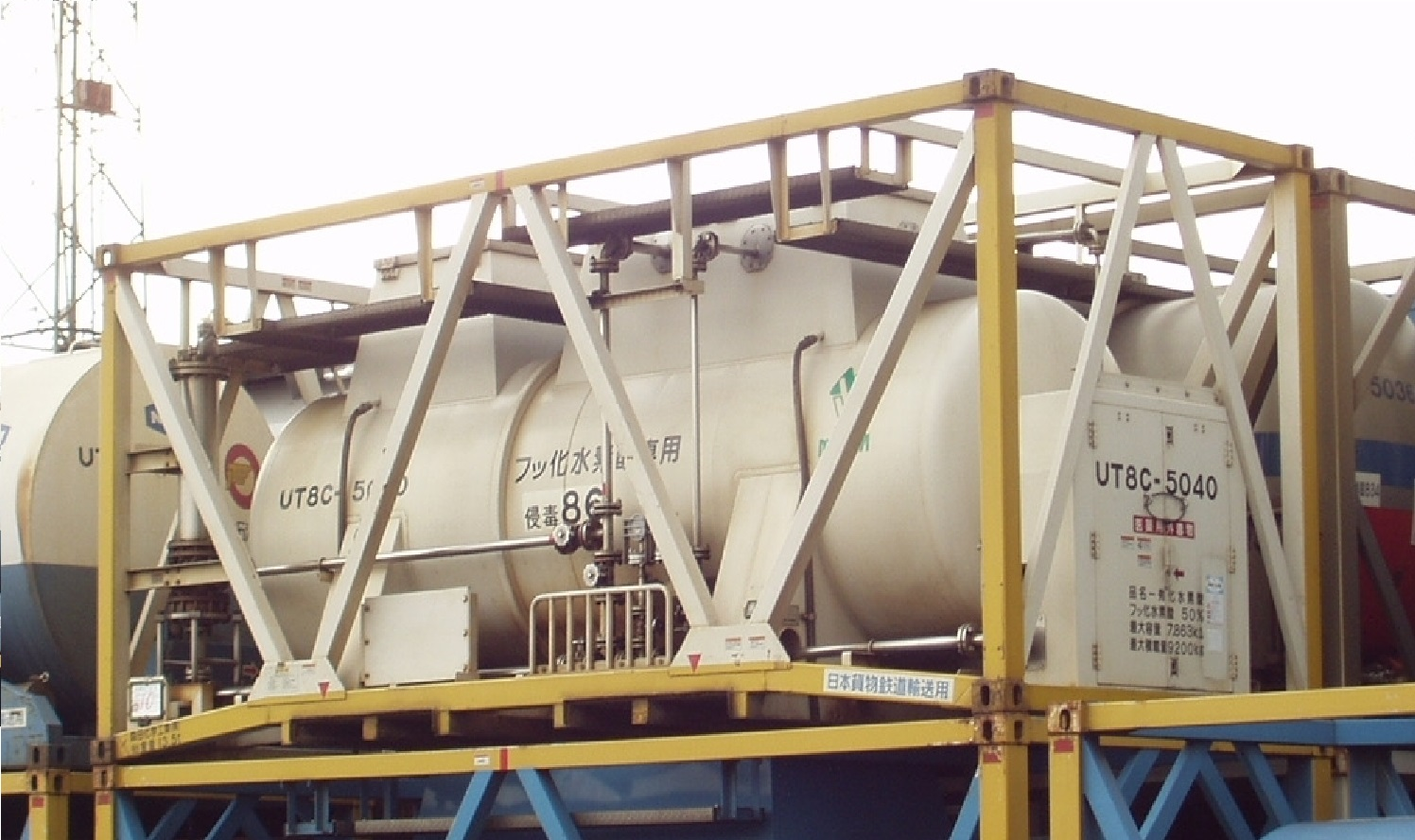
フッ化水素酸の鉄道輸送コンテナ

- 各種フッ素化合物の原料として重要であるほか、ガラスの化学加工や、半導体製造時のシリコン酸化膜のエッチング・歯科技工の分野に用いられる。ステンレスやアルミニウムの酸化被膜除去には、硝酸との混酸が使用される。
- 伝統的木造建築物など黒く経年劣化した木材のシミ抜き（特殊洗浄剤）として、フッ化水素酸 5〜15％の製品が市販されている。[3]

## 危険性
骨や血液中のカルシウムイオンと容易に結合することにより、骨を侵し低カルシウム血症の原因ともなる。応急処置には、接触部位の流水洗浄ののちグルコン酸カルシウムが使用される。

### 主な事故・事件
- 1982年には東京都八王子市で歯科医師からフッ化物洗口用のフッ化ナトリウムと間違えてフッ化水素酸を歯に塗布された女児が死亡する医療事故が発生した[4][5]。（八王子市歯科医師フッ化水素酸誤塗布事故）

- 2012年には韓国の化学工場でタンクローリーからの積み替え作業中、ヒューマンエラーによってフッ化水素酸が漏出し、作業員5人が死亡、4000人を超える健康被害が起きた（慶尚北道フッ化水素酸漏出事故）。

- 2013年1月と5月、韓国のサムスン電子華城事業場でフッ酸の漏出事故が相次いで発生し、合わせて1人が死亡7人が負傷した[6]。

- 2013年3月、静岡県でフッ酸を塗られた靴を履いた女性が、足の壊疽（えそ）を起こし、5本の指すべてを切断する重傷を負う事件が起きた[7]。これは故意に塗られたもので、犯人は殺人未遂容疑で逮捕された[7]。検察の判断で傷害罪に切り替えて起訴され[8]、傷害罪で有罪判決を受けた。

- 2015年8月、神戸市東灘区の民間の産業廃棄物処理施設で、山口組総本部からごみとして出されていたポリタンクに入っていたフッ化水素酸の液体から気化したガスを吸って、作業員ら14人が軽症を負う事故が発生[9]。
- 2020年6月、東京都千代田区神田須田町2の路上でフッ化水素酸と思われる液体250mLが路上にこぼれていた。そのため、周囲約100メートルを通行止めにし、ガスマスクを付けた東京消防庁の化学機動中隊員らが2時間以上かけて処理した。けが人はいなかった[10]。